# Hendrik Joan Drossaart Lulofs
Hendrik Joan Drossaart Lulofs (* 22. April 1906 in Amersfoort; † 21. Oktober 1998 in Delft) war ein niederländischer Altphilologe und Philosophiehistoriker.

## Leben
Drossaart Lulofs hatte zunächst Theologie an der Universität Leiden studiert und dort 1931 das kandidaatsexamen abgelegt, bevor er sich dem Studium der Klassischen Philologie zuwandte, das er 1938 mit dem doctoraalexamen abschloss, das in den Niederlanden zum Führen des Titels Doctorandus berechtigt. Er war sodann von 1938 bis 1961 als Lehrer für Alte Sprachen, Alte Geschichte und Hebräisch an Gymnasien in Den Haag, Amersfoort und Emmen tätig. In Emmen war Leendert Gerrit Westerink 14 Jahre lang sein Kollege. Im Juni 1943 wurde Drossaart Lulofs mit der Dissertation Aristoteles, De somno et vigilia liber adiectis veteribus translationibus et Theodori Metochitae commentario an der Universität Utrecht bei Carl Wilhelm Vollgraff promoviert. Von 1961 bis 1966 war er wissenschaftlicher Mitarbeiter an der Universität Leiden im Bereich der Aristoteles-Forschung, bis er 1967 auf eine Professur für Philosophie der Antike an der Universiteit van Amsterdam berufen wurde. Im gleichen Jahr wurde er in die Koninklijke Nederlandse Akademie van Wetenschappen aufgenommen. Emeritiert wurde er im Jahr 1976, doch setzte er seine wissenschaftliche Arbeit bis in seine letzten Lebensjahre fort.

## Wissenschaftliche Tätigkeit
Als Schwerpunkt seiner Forschungen hatte Drossaart Lulofs die Schriften des Philosophen Aristoteles und ihre Überlieferung nicht nur im lateinischen, sondern auch im syrischen, arabischen und hebräischen Mittelalter gewählt (schon in Gestalt seiner Dissertation über die Schrift De somno et vigilia und ihre älteren Übersetzungen sowie den Kommentar des Theodoros Metochites). In diesem Rahmen berücksichtigte er auch Platon (in Gestalt der Übersetzung des Phaidon durch Henricus Aristippus) und Theophrast. In seinen editionsphilologischen Projekten arbeitete Drossaart Lulofs häufig mit anderen Gelehrten wie dem italienischen, nach England exilierten Philosophen Lorenzo Minio Paluello (1907–1986) oder dem niederländischen Arabisten Jan Brugman (1923–2004) zusammen. Intensiv beschäftigte er sich mit Aristoteles’ Schrift De generatione animalium, die er schließlich für die Oxford Classical Texts edierte, ihrer lateinischen Übersetzung durch Wilhelm von Moerbeke und der arabischen, die gemeinhin, aber wohl unzutreffend Yahya ibn al-Bitriq zugeschrieben wird. Einen weiteren Schwerpunkt bildeten die Schriften des griechischen Gelehrten Nikolaos von Damaskos Über die Philosophie des Aristoteles (lediglich in syrischer Sprache erhalten) und Über die Pflanzen (fünf Übersetzungen in arabischer und lateinischer Sprache). Aus der Zusammenarbeit mit Minio-Paluello, dem seinerzeitigen Leiter des Editionsprojekts Aristoteles Latinus (1947–1972), begründete Drossaart Lulofs 1971 das Unterprojekt des Aristoteles Semitico-latinus als ein weiteres Projekt im Rahmen des Corpus philosophorum medii aevi der Union Académique Internationale.
Zu seinen Schülerinnen und Schülern zählen Remke Kruk, Aafke van Oppenraay und Pieter L. Schoonheim (1940–2010).

## Schriften
Ein Schriftenverzeichnis findet sich in: Gerhard Endress, Remke Kruk (Hrsg.): The Ancient Tradition in Christian and Islamic Hellenism. Studies on the Transmission of Greek Philosophy and Sciences dedicated to H. J. Drossaart Lulofs on his ninetieth birthday. Brill, Leiden 1997, S. XI–XV.
- (Hrsg.): Aristoteles, De somno et vigilia liber adiectis veteribus translationibus et Theodori Metochitae commentario. Proefschrift Utrecht 1943.
- Lorenzo Minio-Paluello (Hrsg., mit H. J. Drossaart Lulofs): Platonis Phaedo interprete Henrico Aristippo. Warburg Institute, London 1950 (Corpus Platonicum Medii Aevi: Plato Latinus, ed. Raymond Klibansky, Bd. II). Rezension von Werner Jaeger, online.
- (Hrsg.): Aristotelis De generatione animalium. Clarendon Press, Oxford 1965.
- (Hrsg.): Nicolaus Damascenus, On the philosophy of Aristotle. Fragments of the first five books translated from the syriac with an introduction and commentary. Brill, Leiden 1965 (Philosophia antiqua, 13). Photomechanical reprint with additions and corrections, 1969.
- (Hrsg.): De generatione animalium. Translatio Guillelmi de Moerbeka. Desclée de Brouwer, Brügge 1966 (Aristoteles Latinus, XVII.2, V).
- (Hrsg., mit J. Brugman): Aristotle, Generation of animals. The Arabic translation commonly ascribed to Yahya ibn al-Bitriq. Edited with introduction and glossary. Brill, Leiden 1971.
- (Hrsg., mit E. L. J. Poortman): Nicolaus Damascenus, De plantis. Five translations. North-Holland, Amsterdam 1989 (Aristoteles Semitico-latinus).
- Aafke M. I. Van Oppenraaij (Hrsg.): Aristotle, De Animalibus. Part three, Books XV-XIX: Generation of animals. Michael Scot’s Arabic-latin translation. With a greek index to De generatione animalium by H. J. Drossaart Lulofs. Brill, Leiden 1992.